# Leptogenys fortior
Leptogenys fortior é uma espécie de formiga do gênero Leptogenys, pertencente à subfamília Ponerinae.